# Serino
Serino ist eine italienische Gemeinde mit 6753 Einwohnern (Stand 31. Dezember 2023) in der Provinz Avellino in der Region Kampanien. Der Ort ist Teil der Comunità Montana Terminio Cervialto.

## Geografie
Die Nachbargemeinden sind Aiello del Sabato, Calvanico (SA), Giffoni Valle Piana (SA), Montella, San Michele di Serino, Santa Lucia di Serino, Santo Stefano del Sole, Solofra und Volturara Irpina.

## Persönlichkeiten
- Francesco Solimena (1657–1747), Maler
- Biagio Agnes (1928–2011), Journalist
- Mario Agnes (1931–2018), Historiker und Journalist